# Всемирный день борьбы с гепатитом

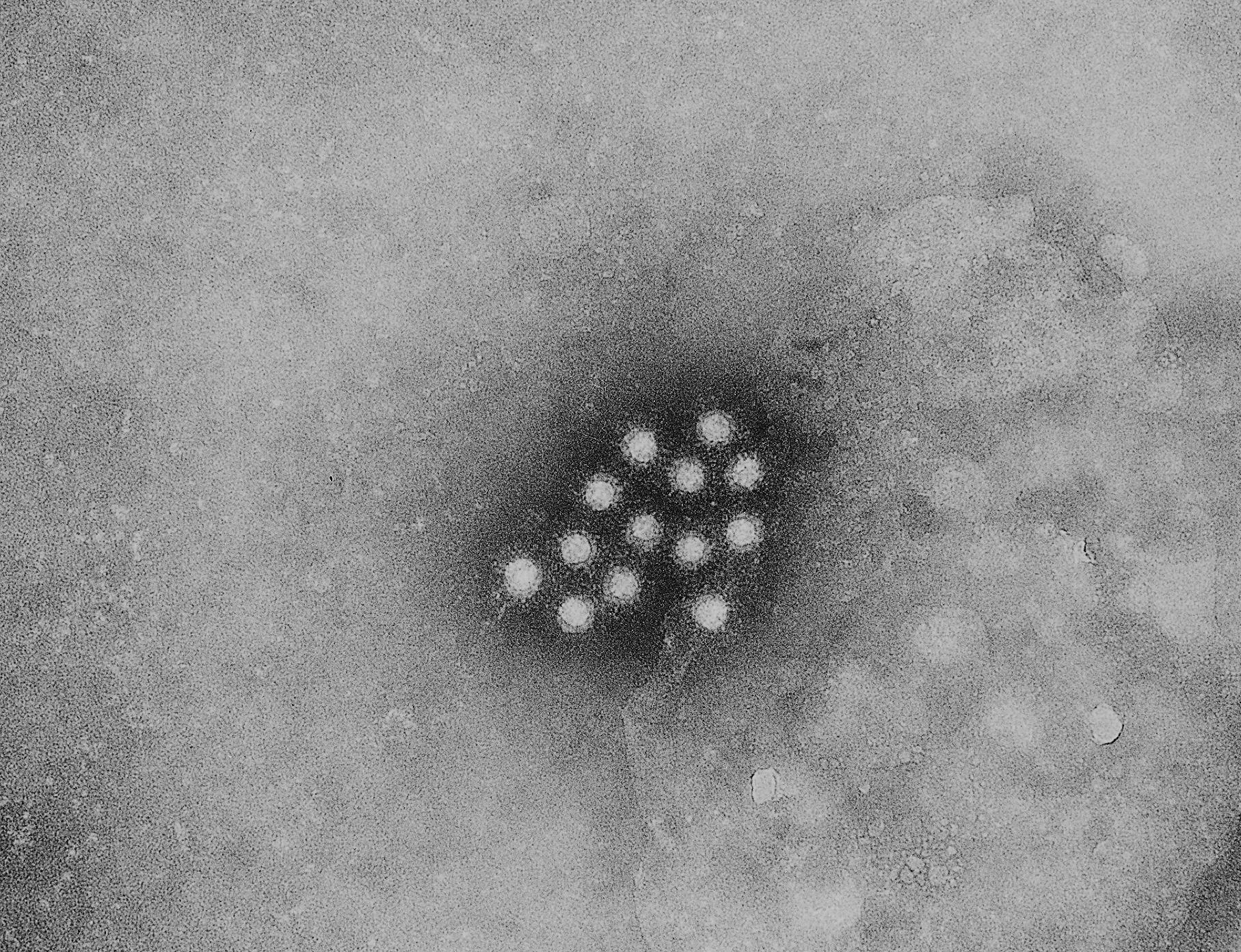
Гепатит A

Всемирный день борьбы с гепатитом (англ. World Hepatitis Day) проводится ежегодно 28 июля под эгидой Международного альянса по борьбе с гепатитом. Основной целью празднования является стремление увеличить количество населения, знающего об угрозе различных форм гепатита. Это лишь один из четырёх официальных дней ВОЗ, посвящённых заболеванию, наряду с Всемирным днём борьбы с туберкулёзом (24 марта), Всемирным днём борьбы с малярией (22 апреля) и Всемирным днём борьбы со СПИДом (1 декабря).

## История
Первоначально Всемирный день борьбы с гепатитом отмечался 19 мая. Однако в 2011 году дата была изменена на 28 июля, день рождения Баруха Бламберга, получившего Нобелевскую премию за открытие в 1965 году вируса гепатита и скончавшегося в 2011 году.

## О празднике
В рамках Всемирного дня борьбы с гепатитом проводятся различные мероприятия, основной целью которых всегда остается лишь одно: уведомить население о гепатите и различных его формах. Также стороной не обходят вопрос диагностики, лечения и, что не менее важно, профилактики.

## Девизы праздника
Первым девизом в 2008 году стала фраза «Я 12-й?» («Am I number 12?»), подчёркивавшая невероятную распространённость заболевания — им заражён каждый 12-й житель Земли. Кроме того, под этим девизом были сформулированы «12 требований» («12 asks») к правительствам стран, разбивавших усилия по борьбе с гепатитом на конкретные меры.
В 2010 и 2011 году использовалась фраза «Это гепатит» («This is hepatitis»). В 2012 году — фраза «Это гепатит… Он ближе, чем вы думаете» («This is hepatitis… it’s closer than you think»), призывавшая людей задуматься о том, что заболеть гепатитом может каждый, сомневаться в себе, а не осуждать других.
В 2013 году использовался девиз «Это гепатит… Знайте о нём. Защищайтесь от него» («This is hepatitis… Know it. Confront it.»), призывающий всех людей не закрывать глаза на проблему, узнавать больше о вирусном гепатите, проходить тестирование и немедленно начинать лечение.

## Три мудрых обезьяны

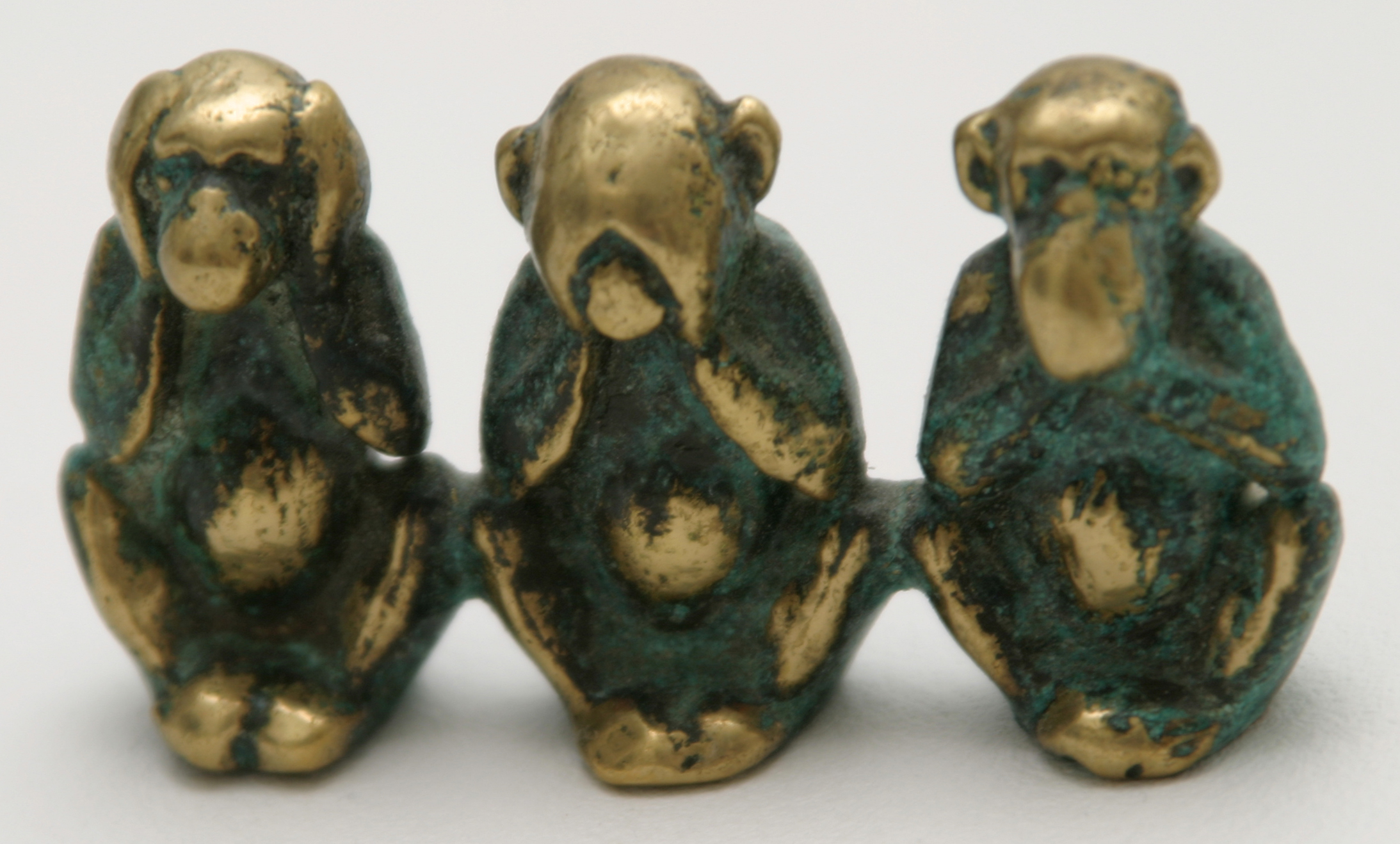
Три мудрые обезьяны

С 2010 года в кампании, посвящённой Всемирному дню борьбы с гепатитом используются «Три мудрые обезьяны» и девиз «ничего не вижу, ничего не слышу, ничего не скажу», который символизирует игнорирование проблемы вирусного гепатита в мире.

## Статистика

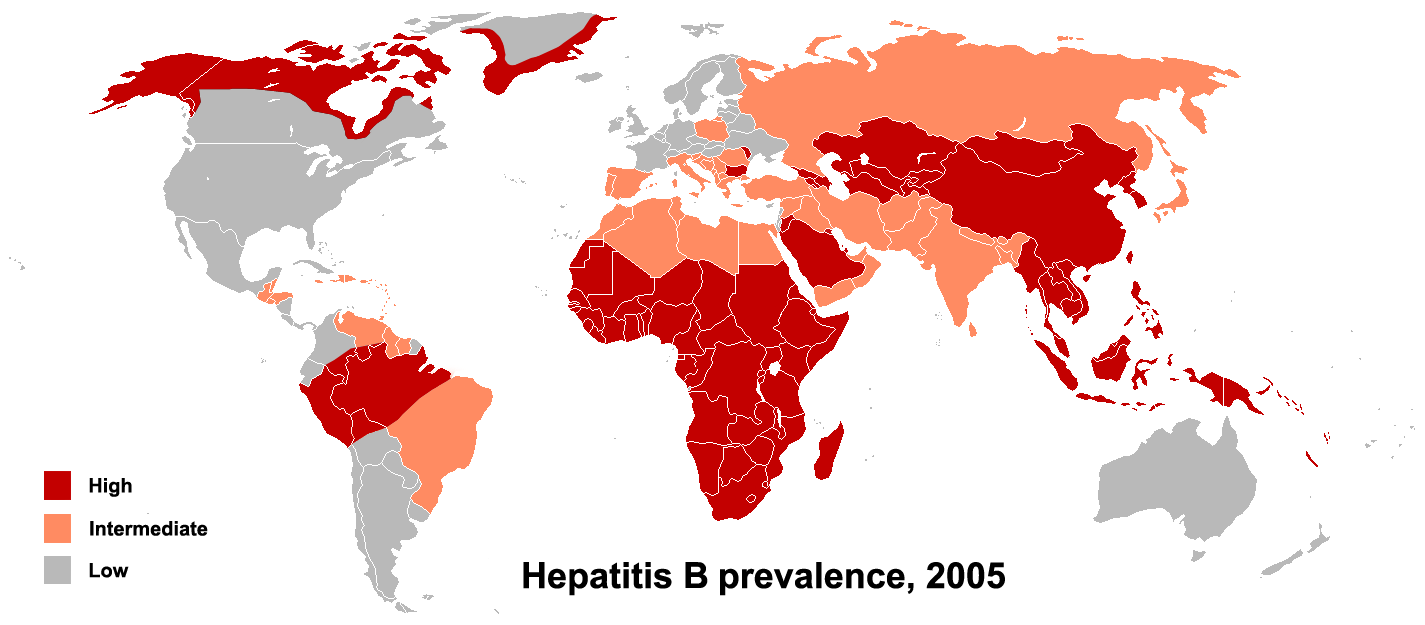
Распространение Гепатита B

Всего в мире более 500 миллионов носителей вируса гепатита - каждый 12-й житель планеты. Это в 12 раз больше, чем заражённых ВИЧ и больных всеми видами онкологических заболеваний вместе взятых:
- 350 миллионов человек инфицированы гепатитом B.
- 170 миллионов человек инфицированы гепатитом C.
- 1,4 миллиона человек инфицированы гепатитом A.

Ежегодно от гепатита умирает более миллиона человек, что также превосходит показатели ВИЧ и онкологических заболеваний. Хронический гепатит без лечения может в течение 15-30 лет приводить к циррозу и раку печени. 